# 武田中学校・高等学校
武田中学校・高等学校（たけだちゅうがっこう・こうとうがっこう、英: Takeda Junior & Senior High School）は、広島県東広島市黒瀬町に所在し、中高一貫教育 を提供する私立中学校・高等学校。

## 概要
設置課程・学科
全日制課程・普通科
校風
世界的視野に立つ国際人の育成。
校歌
呉高等学校時代は3番まで有ったが、2番の歌詞に「長ノ木（かつての所在地）の」と、3番には「瀬戸内海（せとうちうみ）に」という歌詞が入っていたため、現在地に移転してからは1番のみが公式の校歌とされている。
校則
冬服時はネクタイを着用するが、校内にいる際は放課後であっても整えておかなければならない。
自動車、バイク 等の免許取得は認められていない。また、自転車通学の生徒は年数回行われる安全講習会の受講が義務付けられている。
アルバイトは認められていない。
携帯電話、ゲーム機など学習に関係ないものの校内持ち込みは禁止されている。
中学校
成績に関係なくランダムでクラスが編成される。数学、英語など一部の教科では習熟度、成績に応じたクラス編成がある。長期休暇の際には希望者に対して補習が行われる事がある。生徒数は近隣の公立校と比べると少なく、少人数でのクラス編成となる。
高等学校
個々の学習能力や希望などに基づいて、学期ごとにコース変更が可能である。授業時間はどのコースに所属していても基本同じである。部活動はどのコースでも参加できる。放課後や土休日、長期休暇の際に希望者に対して補習が行われる事がある。
Aクラス - 一般入試などで国公立大学、有名・難関大学を目指している。希望すれば指定校推薦なども利用できる。
Bクラス - 指定校推薦、公募推薦、AO入試などで県内外の私立大学、専門学校、短期大学を目指している。
GSクラス - 他のクラスよりも外国語の授業数が多く、英語以外に第二外国語として中国語、スペイン語を習得する。国内の外国語系学部を設置している大学や海外の大学への進学を目指している。
進路
中学校の生徒の大半は持ち上がりで高校に進学する。進学時は、外部の中学校の生徒と同様の入学試験を受験しなければならない（但し、面接試験は免除）。高校入学時は、外部出身の生徒を含めて入学確定分の生徒全員の入学試験の得点で順位を決め、所属コースが決められる。
卒業後、多くの生徒は県内の私立大学や短大、専門学校へ進学する。就職希望者は公務員など極僅かにいる。
制服
開校以来、男女ともにネクタイを着用した制服である。夏服は男女ともにノーネクタイである。女子の夏服はセーラー服を基調としたものである。ネクタイの色が中高で異なる。
通学方法
同校は山の中に校舎を構えており、周囲に鉄道の駅やバス停などはなく交通の便は良くない。また、周辺の道路も狭く、大型車の往来も多いため徒歩や自転車で通学する生徒は少ない。そのためスクールバスを運行しており、多くの生徒はこれを利用している。帰宅時には2便体制で運行される。大半の生徒がスクールバス利用のため、道路状況や災害、運行会社の都合によりバスの運行が不可能と判断された場合は、休校や始業時間繰り下げ、短縮授業の措置が取られる。
委員会・部活動
委員会は保健委員会、体育委員会などがある。部活動は文化系、体育会系の様々なクラブがある。同校は部活校ではなく、勉学を重視した進学校であるのと同時にスクールバスで遠方から通学してくる生徒も多いため、平日の活動時間が1時間に満たないことが多い。また試験期間中は放課後の全ての活動が一時中断となり、全校一斉下校となる。その様な制約の中でもプロのスポーツ選手を輩出したり、コンクールなどで優秀な成績を修めているクラブもある。
校舎・施設
同校の現在の校舎は建築家の岩本秀三によって設計されたものである。
全館全教室とも冷暖房が完備されている。また、ICT教育に対応するため、各教室に電子黒板が設置されている。
校内には中学・高校としては珍しいプラネタリウムが併設されている。
遠方からの通学者、学業や部活動に力を入れたい生徒のための学生寮 も中高の男女それぞれ用意されている。
兄弟校
 呉港高等学校

## 沿革
- 1967年 - 呉市長ノ木に呉中学校開校[17]。
- 1971年 - 同地に呉高等学校開校。
- 1990年 - 校名を武田中学校・高等学校に変更。現在地に移転。
- 1996年 - 一コマの授業時間を50分から60分に延長。
- 2006年 - 一コマの授業時間が60分から50分へ短縮。
- 2016年 - この年の中学、高校の新入生全員と教職員にICT教育の観点からタブレット端末が配布される。
- 2017年 - この年の新入生から若干の制服のモデルチェンジが行われる。
- 2018年 - 新しいコースとしてグローバルスタディーズコースが設置。

## 年間行事
- 4月 - 入学式[18]
- 5月 - 体育祭[19]
- 9月 - 武田祭[20]
- 11月 - 合唱祭[21]
- 2月 - 高校卒業式
- 3月 - 中学修了式

### 修学旅行
中学
中学校としては珍しく海外にて修学旅行を行う。オーストラリアの現地の家庭で2週間程度ホームステイを行う。また、沖縄県のコースもある。なお、オーストラリアへの渡航は当人の希望や成績などの条件がある。2020年以降の新型コロナウイルス感染症流行時には入国制限等の制約から福島県のブリティッシュヒルズでの国内研修旅行となった。コロナ規制が緩和後には再びオーストラリアへの渡航組と国内のブリティッシュヒルズ組に分かれて研修旅行を行っている。
高校
高校の修学旅行は香港、マカオが予定されている。行き先は数年毎に変更されている。中学校同様に2020年以降の新型コロナウイルス感染症流行時には国内での修学旅行に変更されていた。

## 著名な出身者
- 小田清和 - 弁護士、日本弁護士連合会副会長、中国地方弁護士会連合会理事長
- 山光博康 - サンコー設立者

スポーツ
- 佐伯三貴 - プロゴルファー
- 谷岡楓太 - プロ野球選手
- 内野海斗 - プロ野球選手

文化・芸能
- 城みちる - タレント（転校）※呉高校時代に在籍
- 佐々木優介(磁石) - お笑い芸人
- 河原真 - 歌手

## 著名な教職員
- 岡嵜雄介 - 情報科教諭、高校硬式野球部監督